# セルヒー・リバルカ
セルヒー・オレクサンドロヴィチ・リバルカ（Serhiy Oleksandrovych Rybalka、ウクライナ語: Сергій Олександрович Рибалка、1990年4月1日  - ）は、ウクライナ・スームィ州出身のプロサッカー選手。FCオレクサンドリーヤ所属。ポジションは、ミッドフィールダー。

## 経歴

### クラブ
FCアルセナル・ハルキウのアカデミーで育成され、2006年8月の2部リーグ戦でプロデビュー。アルセナルでは48試合でクラブ史上最多の20ゴールを決めた。
18歳の時、イスラエルのマッカビ・ハイファと国内強豪クラブのシャフタール・ドネツクが獲得に動いたが、2008年の夏にディナモ・キーウに移籍した。
2013年初旬、チェコ王者のスロヴァン・リベレツにレンタル移籍。7月、レンタル期間が2013-14シーズン終了までに延長された。UEFAヨーロッパリーグ 2013-14では予選3回戦のFCチューリッヒ戦とグループステージのSCフライブルク戦でゴールを決めた。
2017年9月、トルコのスィヴァススポルにレンタル移籍.。

### 代表
19歳までウクライナのジュニア代表チームでプレーした。母国開催となったUEFA U-19欧州選手権2009では5試合のうち3試合に出場。グループステージ突破を決めたスイス戦では85分決勝ゴールをマークした。そして決勝でイングランドを撃破し、代表史上初の戴冠に貢献した。
2015年3月に行われたラトビア代表チームとの親善試合で初キャップ。

## タイトル
ディナモ・キーウ
- ウクライナ・プレミアリーグ: 2014–15, 2015–16
- ウクライナ・カップ: 2014–15
- ウクライナ・スーパーカップ: 2016

その他
- UEFA U-19欧州選手権: 1回(2009)
- ウクライナ2部得点王